# ディーン (楽器メーカー)

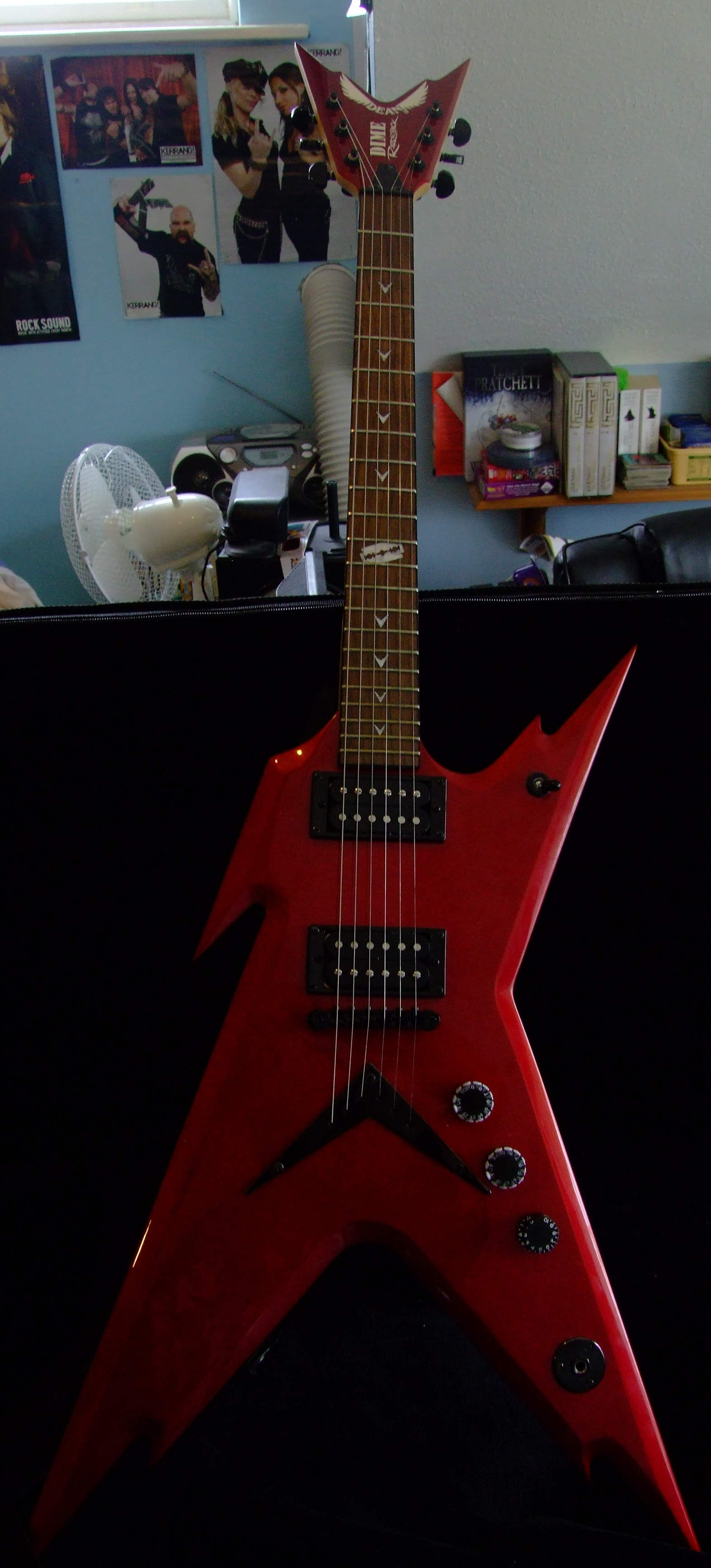

ディーン（DEAN GUITARS）は、アメリカの楽器製造メーカー。1976年にディーン・ゼリンスキーにより設立。米国のヘヴィメタルバンドであるパンテラのギタリスト、ダイムバック・ダレルとエンドースしていたことで有名。ダレルの死後、ヘヴィメタルバンドであるメガデスのデイヴ・ムステインやマイケル・シェンカーなどとエンドースしている。速弾きで有名なマイケル・アンジェロもDEANと長い関係があり、DEANギターのWEBサイトでは彼のダブル・ギターのソロ演奏を見ることができる。Mの字に似た角のようなヘッド部が特徴的。
変形ギターのメーカーとして有名だが、「Hardtail」など正統系のデザインも人気がある。
ギター以外では、ベースやアコースティックギターなどをリリースしている。
2019年6月、ギブソンからギターの意匠、トレードマーク侵害で告訴されるが、同年7月、「ギブソンがディーンの経営を著しく妨害した」として逆提訴した。

## 創設者 ディーン・ゼリンスキー
2008年、創始者であるディーン・ゼリンスキーがディーン・ギターズ社を売却し、自らのブランドDBZ Guirarsを立ち上げる為退社、さらにその後DBZとも袂を分かち、2012年にDean Zelinsky Private Labelを設立した。DBZ Guitarsはその後「Diamond Guitars」と改称して存続している。